# Europarlamentari del Portogallo della IX legislatura
Gli europarlamentari del Portogallo della IX legislatura, eletti in occasione delle elezioni europee del 2019, sono stati i seguenti.

## Composizione storica
| Europarlamentare              | Lista                                                          | Gruppo    |
| ----------------------------- | -------------------------------------------------------------- | --------- |
| Álvaro Amaro                  | Partito Social Democratico                                     | PPE       |
| Maria Da Graça Carvalho       | Partito Social Democratico                                     | PPE       |
| Sara Cerdas                   | Partito Socialista                                             | S&D       |
| André Jorge Dionísio Bradford | Partito Socialista                                             | S&D       |
| José Manuel Fernandes         | Partito Social Democratico                                     | PPE       |
| João Ferreira                 | Coalizione Democratica Unitaria (Partito Comunista Portoghese) | GUE/NGL   |
| Francisco Guerreiro           | Persone-Animali-Natura                                         | Verdi/ALE |
| José Gusmão                   | Blocco di Sinistra                                             | GUE/NGL   |
| Maria Manuel Leitão Marques   | Partito Socialista                                             | S&D       |
| Margarida Marques             | Partito Socialista                                             | S&D       |
| Pedro Marques                 | Partito Socialista                                             | S&D       |
| Marisa Matias                 | Blocco di Sinistra                                             | GUE/NGL   |
| Nuno Melo                     | CDS - Partito Popolare                                         | PPE       |
| Cláudia Monteiro De Aguiar    | Partito Social Democratico                                     | PPE       |
| Lídia Pereira                 | Partito Social Democratico                                     | PPE       |
| Sandra Pereira                | Coalizione Democratica Unitaria (Partito Comunista Portoghese) | GUE/NGL   |
| Manuel Pizarro                | Partito Socialista                                             | S&D       |
| Paulo Rangel                  | Partito Social Democratico                                     | PPE       |
| Isabel Santos                 | Partito Socialista                                             | S&D       |
| Pedro Silva Pereira           | Partito Socialista                                             | S&D       |
| Carlos Zorrinho               | Partito Socialista                                             | S&D       |

## Modifiche intervenute

### Partito Socialista
- In data 03.09.2019 a André Jorge Dionísio Bradford subentra Isabel Carvalhais.